# پایگاه هوایی دولان
پایگاه هوایی دولان (به انگلیسی: Dolon (air base)) یک فرودگاه نظامی است که یک باند فرود بتن دارد و طول باند آن ۴۰۲۵ متر است. این فرودگاه در کشور قزاقستان قرار دارد و در ارتفاع ۲۱۵ متری از سطح دریا واقع شده‌است.